# Whiteadder Water
La Whiteadder Water est une rivière de l'East Lothian et du Berwickshire, en Écosse. Elle traverse également le Northumberland sur une très courte distance avant de rejoindre le Tweed. 
Comme le crénon de la Biel Water, elle parcourt le flanc bas de la colline de Clints Dod (122 m) dans les Lammermuir Hills (en), juste à l'est-sud-est de Whitecastle Hillfort (en) et à 3 km au sud-est du village de Garvald. 

## Géographie
La rivière se dirige vers le sud-est sur environ 5 km où elle rejoint le Faseny Water pour former le Whiteadder Reservoir (en) créé en 1968, qui alimente la plupart des villes de l'East Lothian (y compris, avant sa fermeture, la centrale électrique de Cockenzie). De là, traversant le Berwickshire, elle longe la route B6355 jusqu'à Ellemford où elle rejoint la Dye Water (en) et plus loin, à Abbey St Bathans, la Monynut Water.
À ce stade, étant devenu un cours d'eau beaucoup plus important, le Whiteadder serpente à travers les parties orientales du Merse en passant par les communautés de Preston, Chirnside et Allanton. A Allanton, le Whiteadder rejoint son homologue antonymique le Blackadder Water (en). La rivière passe par Foulden, Edrington (en) et Paxton, elle traverse l'Angleterre, avant de rejoindre le Tweed, juste au nord d'East Ord (en), une banlieue de Berwick-upon-Tweed.